# Liste der Bischöfe von Aarhus
Die folgenden Personen waren Bischöfe von Aarhus (Dänemark):

## (Katholische) Bischöfe vor der Reformation
- Reginbrand um 948
- Christian (Christiern) 1060
- 1102–1134 Ulkil oder Ulkeld (Ulfketel)
- 1134 Illuge
- um 1157 Eskil
- 1165–1191 Svend I.
- 1191–1204 Peder Vognsen
- 1204–1215 Skjalm Vognsen
- 1215–1224 Ebbe Vognsen
- 1224–1246 Peder Elavsøn
- 1246–1249 vakant
- 1249–1260 Peder Ugotsøn
- 1260–1261 vakant
- 1261–1272 Tyge I. (gegen den vom Erzbischof favorisierten Arnfast)
- 1272–1276 Peder IV.
- 1276–ca. 1288 Tyge II.
- 1288–1306 Jens Assersøn
- 1306–1310 Esger Juul
- 1310–1325 Esger Bonde
- 1325–1352 Svend II.
- 1352–1369 Poul
- 1369–1386 Oluf
- 1386–1395 Peder Jensen Lodehat
- 1395–1424 Bo Mogensen
- 1424–1449 Ulrik Stygge
- 1449–1482 Jens Iversen Lange
- 1482–1490 Ejler Madsen Bølle
- 1490–1520 Niels Clausen
- 1520–1536 Ove Bille

## Evangelische Bischöfe nach der Reformation
- 1537–1557 Mads Lang
- 1557–1587 Lauritz Bertelsen
- 1587–1590 Peder Jensen Vinstrup
- 1591–1593 Albert Hansen
- 1593–1626 Jens Gjødesen
- 1626–1643 Morten Madsen
- 1645–1660 Jacob Matthiesen
- 1660–1664 Hans Brochmand
- 1664–1691 Erik Grave
- 1691–1713 Johannes Braem
- 1713–1738 Johannes Ocksen
- 1738–1764 Peder Jacobsen Hygom
- 1764–1777 Poul Mathias Bildsøe
- 1777–1788 Jørgen Hee
- 1788–1805 Hector Frederik Janson
- 1805–1829 Andreas Birch
- 1829–1830 Peter Hans Mønster
- 1830–1845 Jens Paludan-Müller
- 1845–1881 Gerhard Peter Brammer
- 1881–1884 Bruun Juul Fog
- 1884–1905 Johannes Clausen
- 1905–1907 Fredrik Nielsen
- 1907–1916 Hans Sophus Sørensen
- 1916–1931 Thomas Schiøler
- 1931–1940 F. C. Bruun Rasmussen
- 1940–1962 G. Skat Hoffmeyer
- 1962–1963 Kaj Jensen
- 1963–1980 Henning Høirup
- 1980–1994 Herluf Eriksen
- 1994–2015 Kjeld Holm
- seit 2015 Henrik Wigh-Poulsen